# Élections municipales de 2026 dans le Nord
Pour un article plus général, voir Élections municipales françaises de 2026.
Les élections municipales dans le Nord sont prévues en mars 2026. Cette page ne traite que les communes de 10 000 habitants et plus dans le Nord.

## Résultats à l'échelle du département

### Maires sortants et maires élus
| Commune               | Population (en 2022) | Maire sortant(e)              | Parti | Parti | Maire élu(e) | Parti | Parti |
| --------------------- | -------------------- | ----------------------------- | ----- | ----- | ------------ | ----- | ----- |
| Aniche                | 10 001               | Xavier Bartoszek              |       | DVG   |              |       |       |
| Annœullin             | 10 887               | Philippe Parsy                |       | PS    |              |       |       |
| Anzin                 | 13 417               | Pierre-Michel Bernard         |       | DVG   |              |       |       |
| Armentières           | 26 107               | Jean-Michel Monpays           |       | PS    |              |       |       |
| Bailleul              | 14 734               | Antony Gautier                |       | DVG   |              |       |       |
| Bruay-sur-l'Escaut    | 11 584               | Sylvia Duhamel                |       | DVD   |              |       |       |
| Cambrai               | 31 568               | Marie-Anne Delevallée         |       | DVD   |              |       |       |
| Caudry                | 14 032               | Frédéric Bricout              |       | DVD   |              |       |       |
| Comines               | 12 649               | Éric Vanstaen                 |       | DVC   |              |       |       |
| Coudekerque-Branche   | 20 833               | David Bailleul                |       | MRC   |              |       |       |
| Croix                 | 20 956               | Régis Cauche                  |       | LR    |              |       |       |
| Denain                | 20 622               | Anne-Lise Dufour-Tonini       |       | PS    |              |       |       |
| Douai                 | 39 833               | Frédéric Chéreau              |       | DVG   |              |       |       |
| Douchy-les-Mines      | 10 112               | Michel Véniat                 |       | PCF   |              |       |       |
| Dunkerque             | 87 013               | Jean Bodart                   |       | DVG   |              |       |       |
| Faches-Thumesnil      | 18 310               | Patrick Proisy                |       | LFI   |              |       |       |
| Fourmies              | 11 528               | Mickaël Hiraux                |       | LR    |              |       |       |
| Grande-Synthe         | 20 347               | Martial Beyaert               |       | PS    |              |       |       |
| Gravelines            | 11 451               | Bertrand Ringot               |       | PS    |              |       |       |
| Halluin               | 20 684               | Jean-Christophe Destailleur   |       | DVC   |              |       |       |
| Haubourdin            | 14 922               | Pierre Béharelle              |       | DVD   |              |       |       |
| Hautmont              | 14 197               | Stéphane Wilmotte             |       | UDI   |              |       |       |
| Hazebrouck            | 21 785               | Valentin Belleval             |       | HOR   |              |       |       |
| Hem                   | 18 579               | Francis Vercamer              |       | UDI   |              |       |       |
| Jeumont               | 10 273               | Pascal Ori                    |       | DVG   |              |       |       |
| Lambersart            | 27 105               | Nicolas Bouche                |       | SE    |              |       |       |
| Lille                 | 238 695              | Arnaud Deslandes              |       | PS    |              |       |       |
| Loos                  | 22 948               | Anne Voituriez                |       | DVC   |              |       |       |
| Lys-lez-Lannoy        | 13 987               | Charles-Alexandre Prokopowicz |       | DVD   |              |       |       |
| La Madeleine          | 22 161               | Sébastien Leprêtre            |       | LR    |              |       |       |
| Marcq-en-Barœul       | 39 943               | Bernard Gérard                |       | LR    |              |       |       |
| Marly                 | 11 980               | Jean-Noël Verfaillie          |       | PRV   |              |       |       |
| Marquette-lez-Lille   | 11 709               | Dominique Legrand             |       | DVD   |              |       |       |
| Maubeuge              | 28 879               | Arnaud Decagny                |       | UDI   |              |       |       |
| Mons-en-Barœul        | 21 368               | Rudy Elegeest                 |       | DVG   |              |       |       |
| Mouvaux               | 13 239               | Éric Durand                   |       | LR    |              |       |       |
| Neuville-en-Ferrain   | 10 125               | Marie Tonnerre-Desmet         |       | LR    |              |       |       |
| Raismes               | 12 140               | Aymeric Robin                 |       | PCF   |              |       |       |
| Ronchin               | 19 436               | Jean-Michel Lemoisne          |       | DVG   |              |       |       |
| Roncq                 | 13 873               | Rodrigue Desmet               |       | LR    |              |       |       |
| Roubaix               | 99 507               | Guillaume Delbar              |       | DVD   |              |       |       |
| Saint-Amand-les-Eaux  | 16 042               | Fabien Roussel                |       | PCF   |              |       |       |
| Saint-André-lez-Lille | 12 909               | Élisabeth Masse               |       | UDI   |              |       |       |
| Saint-Saulve          | 11 121               | Yves Dusart                   |       | DVD   |              |       |       |
| Seclin                | 13 011               | François-Xavier Cadart        |       | DVD   |              |       |       |
| Sin-le-Noble          | 15 916               | Christophe Dumont             |       | SE    |              |       |       |
| Somain                | 11 902               | Julien Quennesson             |       | PCF   |              |       |       |
| Tourcoing             | 99 160               | Doriane Bécue                 |       | DVD   |              |       |       |
| Valenciennes          | 42 979               | Laurent Degallaix             |       | HOR   |              |       |       |
| Vieux-Condé           | 10 455               | David Bustin                  |       | DVG   |              |       |       |
| Villeneuve-d'Ascq     | 62 342               | Gérard Caudron                |       | DVG   |              |       |       |
| Wambrechies           | 10 984               | Sébastien Brogniart           |       | DVD   |              |       |       |
| Wasquehal             | 20 674               | Stéphanie Ducret              |       | DVD   |              |       |       |
| Wattignies            | 15 756               | Frédéric Faucomprez           |       | DVD   |              |       |       |
| Wattrelos             | 40 881               | Dominique Baert               |       | DVG   |              |       |       |

### Résultats en nombre de maires
| Partis       | Partis                               | Maires sortants | Maires élus | Évolution |
| ------------ | ------------------------------------ | --------------- | ----------- | --------- |
|              | Divers gauche                        | 11              |             |           |
|              | Parti socialiste                     | 6               |             |           |
|              | Parti communiste français            | 4               |             |           |
|              | La France insoumise                  | 1               |             |           |
|              | Mouvement républicain et citoyen     | 1               |             |           |
| Total gauche | Total gauche                         | 23              |             |           |
|              | Divers droite                        | 13              |             |           |
|              | Les Républicains                     | 7               |             |           |
| Total droite | Total droite                         | 20              |             |           |
|              | Union des démocrates et indépendants | 4               |             |           |
|              | Divers centre                        | 3               |             |           |
|              | Horizons                             | 2               |             |           |
|              | Parti radical                        | 1               |             |           |
| Total centre | Total centre                         | 10              |             |           |
|              | Sans étiquette                       | 2               |             |           |
| Total        | Total                                | 55              | 55          | -         |

## Résultats dans les communes de plus de 10 000 habitants

### Aniche
- Maire sortant : Xavier Bartoszek (DVG)
- 33 sièges à pourvoir au conseil municipal (population légale 2022 : 10 001 habitants)
- 7 sièges à pourvoir au conseil communautaire (CA Cœur d'Ostrevent)

| Tête de liste | Tête de liste | Parti(s) | Nuance | Premier tour | Premier tour | Second tour | Second tour | Sièges | Sièges |
| Tête de liste | Tête de liste | Parti(s) | Nuance | Voix         | %            | Voix        | %           | CM     | CC     |
| ------------- | ------------- | -------- | ------ | ------------ | ------------ | ----------- | ----------- | ------ | ------ |

### Annœullin
- Maire sortant : Philippe Parsy (PS)
- 33 sièges à pourvoir au conseil municipal (population légale 2022 : 10 887 habitants)
- 1 siège à pourvoir au conseil communautaire (Métropole européenne de Lille)

| Tête de liste | Tête de liste | Parti(s) | Nuance | Premier tour | Premier tour | Second tour | Second tour | Sièges | Sièges |
| Tête de liste | Tête de liste | Parti(s) | Nuance | Voix         | %            | Voix        | %           | CM     | CC     |
| ------------- | ------------- | -------- | ------ | ------------ | ------------ | ----------- | ----------- | ------ | ------ |

### Anzin
- Maire sortant : Pierre-Michel Bernard (DVG)
- 33 sièges à pourvoir au conseil municipal (population légale 2022 : 13 417 habitants)
- 6 sièges à pourvoir au conseil communautaire (CA Valenciennes Métropole)

| Tête de liste | Tête de liste | Parti(s) | Nuance | Premier tour | Premier tour | Second tour | Second tour | Sièges | Sièges |
| Tête de liste | Tête de liste | Parti(s) | Nuance | Voix         | %            | Voix        | %           | CM     | CC     |
| ------------- | ------------- | -------- | ------ | ------------ | ------------ | ----------- | ----------- | ------ | ------ |

### Armentières
- Maire sortant : Jean-Michel Monpays (PS)
- 35 sièges à pourvoir au conseil municipal (population légale 2022 : 26 107 habitants)
- 3 sièges à pourvoir au conseil communautaire (Métropole européenne de Lille)

| Tête de liste | Tête de liste | Parti(s) | Nuance | Premier tour | Premier tour | Second tour | Second tour | Sièges | Sièges |
| Tête de liste | Tête de liste | Parti(s) | Nuance | Voix         | %            | Voix        | %           | CM     | CC     |
| ------------- | ------------- | -------- | ------ | ------------ | ------------ | ----------- | ----------- | ------ | ------ |

### Bailleul
- Maire sortant : Antony Gautier (DVG)
- 33 sièges à pourvoir au conseil municipal (population légale 2022 : 14 734 habitants)
- 12 sièges à pourvoir au conseil communautaire (CA Cœur de Flandre)

| Tête de liste | Tête de liste | Parti(s) | Nuance | Premier tour | Premier tour | Second tour | Second tour | Sièges | Sièges |
| Tête de liste | Tête de liste | Parti(s) | Nuance | Voix         | %            | Voix        | %           | CM     | CC     |
| ------------- | ------------- | -------- | ------ | ------------ | ------------ | ----------- | ----------- | ------ | ------ |

### Bruay-sur-l'Escaut
- Maire sortante : Sylvia Duhamel (DVD)
- 33 sièges à pourvoir au conseil municipal (population légale 2022 : 11 584 habitants)
- 5 sièges à pourvoir au conseil communautaire (CA Valenciennes Métropole)

| Tête de liste | Tête de liste | Parti(s) | Nuance | Premier tour | Premier tour | Second tour | Second tour | Sièges | Sièges |
| Tête de liste | Tête de liste | Parti(s) | Nuance | Voix         | %            | Voix        | %           | CM     | CC     |
| ------------- | ------------- | -------- | ------ | ------------ | ------------ | ----------- | ----------- | ------ | ------ |

### Cambrai
- Maire sortante : Marie-Anne Delevallée (DVD)
- 39 sièges à pourvoir au conseil municipal (population légale 2022 : 31 568 habitants)
- 29 sièges à pourvoir au conseil communautaire (CA de Cambrai)

| Tête de liste | Tête de liste | Parti(s) | Nuance | Premier tour | Premier tour | Second tour | Second tour | Sièges | Sièges |
| Tête de liste | Tête de liste | Parti(s) | Nuance | Voix         | %            | Voix        | %           | CM     | CC     |
| ------------- | ------------- | -------- | ------ | ------------ | ------------ | ----------- | ----------- | ------ | ------ |

### Caudry
- Maire sortant : Frédéric Bricout (DVD)
- 33 sièges à pourvoir au conseil municipal (population légale 2022 : 14 032 habitants)
- 15 sièges à pourvoir au conseil communautaire (CA du Caudrésis - Catésis)

| Tête de liste | Tête de liste | Parti(s) | Nuance | Premier tour | Premier tour | Second tour | Second tour | Sièges | Sièges |
| Tête de liste | Tête de liste | Parti(s) | Nuance | Voix         | %            | Voix        | %           | CM     | CC     |
| ------------- | ------------- | -------- | ------ | ------------ | ------------ | ----------- | ----------- | ------ | ------ |

### Comines
- Maire sortant : Éric Vanstaen (DVC)
- 33 sièges à pourvoir au conseil municipal (population légale 2022 : 12 649 habitants)
- 1 siège à pourvoir au conseil communautaire (Métropole européenne de Lille)

| Tête de liste | Tête de liste | Parti(s) | Nuance | Premier tour | Premier tour | Second tour | Second tour | Sièges | Sièges |
| Tête de liste | Tête de liste | Parti(s) | Nuance | Voix         | %            | Voix        | %           | CM     | CC     |
| ------------- | ------------- | -------- | ------ | ------------ | ------------ | ----------- | ----------- | ------ | ------ |

### Coudekerque-Branche
- Maire sortant : David Bailleul (MRC)
- 35 sièges à pourvoir au conseil municipal (population légale 2022 : 20 833 habitants)
- 6 sièges à pourvoir au conseil communautaire (CU de Dunkerque)

| Tête de liste | Tête de liste | Parti(s) | Nuance | Premier tour | Premier tour | Second tour | Second tour | Sièges | Sièges |
| Tête de liste | Tête de liste | Parti(s) | Nuance | Voix         | %            | Voix        | %           | CM     | CC     |
| ------------- | ------------- | -------- | ------ | ------------ | ------------ | ----------- | ----------- | ------ | ------ |

### Croix
- Maire sortant : Régis Cauche (LR)
- 35 sièges à pourvoir au conseil municipal (population légale 2022 : 20 956 habitants)
- 3 sièges à pourvoir au conseil communautaire (Métropole européenne de Lille)

| Tête de liste | Tête de liste | Parti(s) | Nuance | Premier tour | Premier tour | Second tour | Second tour | Sièges | Sièges |
| Tête de liste | Tête de liste | Parti(s) | Nuance | Voix         | %            | Voix        | %           | CM     | CC     |
| ------------- | ------------- | -------- | ------ | ------------ | ------------ | ----------- | ----------- | ------ | ------ |

### Denain
- Maire sortante : Anne-Lise Dufour-Tonini (PS)
- 35 sièges à pourvoir au conseil municipal (population légale 2022 : 20 622 habitants)
- 10 sièges à pourvoir au conseil communautaire (CA de la Porte du Hainaut)

| Tête de liste | Tête de liste | Parti(s) | Nuance | Premier tour | Premier tour | Second tour | Second tour | Sièges | Sièges |
| Tête de liste | Tête de liste | Parti(s) | Nuance | Voix         | %            | Voix        | %           | CM     | CC     |
| ------------- | ------------- | -------- | ------ | ------------ | ------------ | ----------- | ----------- | ------ | ------ |

### Douai
- Maire sortant : Frédéric Chéreau (DVG)
- 39 sièges à pourvoir au conseil municipal (population légale 2022 : 39 833 habitants)
- 19 sièges à pourvoir au conseil communautaire (Douaisis Agglo)

| Tête de liste | Tête de liste | Parti(s) | Nuance | Premier tour | Premier tour | Second tour | Second tour | Sièges | Sièges |
| Tête de liste | Tête de liste | Parti(s) | Nuance | Voix         | %            | Voix        | %           | CM     | CC     |
| ------------- | ------------- | -------- | ------ | ------------ | ------------ | ----------- | ----------- | ------ | ------ |

### Douchy-les-Mines
- Maire sortant : Michel Véniat (PCF)
- 33 sièges à pourvoir au conseil municipal (population légale 2022 : 10 112 habitants)
- 5 sièges à pourvoir au conseil communautaire (CA de la Porte du Hainaut)

| Tête de liste | Tête de liste | Parti(s) | Nuance | Premier tour | Premier tour | Second tour | Second tour | Sièges | Sièges |
| Tête de liste | Tête de liste | Parti(s) | Nuance | Voix         | %            | Voix        | %           | CM     | CC     |
| ------------- | ------------- | -------- | ------ | ------------ | ------------ | ----------- | ----------- | ------ | ------ |

### Dunkerque
- Maire sortant : Jean Bodart (DVG)
- 53 sièges à pourvoir au conseil municipal (population légale 2022 : 87 013 habitants)
- 28 sièges à pourvoir au conseil communautaire (CU de Dunkerque)

| Tête de liste | Tête de liste | Parti(s) | Nuance | Premier tour | Premier tour | Second tour | Second tour | Sièges | Sièges |
| Tête de liste | Tête de liste | Parti(s) | Nuance | Voix         | %            | Voix        | %           | CM     | CC     |
| ------------- | ------------- | -------- | ------ | ------------ | ------------ | ----------- | ----------- | ------ | ------ |

### Faches-Thumesnil
- Maire sortant : Patrick Proisy (LFI)
- 33 sièges à pourvoir au conseil municipal (population légale 2022 : 18 310 habitants)
- 2 sièges à pourvoir au conseil communautaire (Métropole européenne de Lille)

| Tête de liste | Tête de liste | Parti(s) | Nuance | Premier tour | Premier tour | Second tour | Second tour | Sièges | Sièges |
| Tête de liste | Tête de liste | Parti(s) | Nuance | Voix         | %            | Voix        | %           | CM     | CC     |
| ------------- | ------------- | -------- | ------ | ------------ | ------------ | ----------- | ----------- | ------ | ------ |

### Fourmies
- Maire sortant : Mickaël Hiraux (LR)
- 33 sièges à pourvoir au conseil municipal (population légale 2022 : 11 528 habitants)
- 19 sièges à pourvoir au conseil communautaire (CC du Sud Avesnois)

| Tête de liste | Tête de liste | Parti(s) | Nuance | Premier tour | Premier tour | Second tour | Second tour | Sièges | Sièges |
| Tête de liste | Tête de liste | Parti(s) | Nuance | Voix         | %            | Voix        | %           | CM     | CC     |
| ------------- | ------------- | -------- | ------ | ------------ | ------------ | ----------- | ----------- | ------ | ------ |

### Grande-Synthe
- Maire sortant : Martial Beyaert (PS)
- 35 sièges à pourvoir au conseil municipal (population légale 2022 : 20 347 habitants)
- 7 sièges à pourvoir au conseil communautaire (CU de Dunkerque)

| Tête de liste | Tête de liste | Parti(s) | Nuance | Premier tour | Premier tour | Second tour | Second tour | Sièges | Sièges |
| Tête de liste | Tête de liste | Parti(s) | Nuance | Voix         | %            | Voix        | %           | CM     | CC     |
| ------------- | ------------- | -------- | ------ | ------------ | ------------ | ----------- | ----------- | ------ | ------ |

### Gravelines
- Maire sortant : Bertrand Ringot (PS)
- 33 sièges à pourvoir au conseil municipal (population légale 2022 : 11 451 habitants)
- 3 sièges à pourvoir au conseil communautaire (CU de Dunkerque)

| Tête de liste | Tête de liste | Parti(s) | Nuance | Premier tour | Premier tour | Second tour | Second tour | Sièges | Sièges |
| Tête de liste | Tête de liste | Parti(s) | Nuance | Voix         | %            | Voix        | %           | CM     | CC     |
| ------------- | ------------- | -------- | ------ | ------------ | ------------ | ----------- | ----------- | ------ | ------ |

### Halluin
- Maire sortant : Jean-Christophe Destailleur (DVC)
- 35 sièges à pourvoir au conseil municipal (population légale 2022 : 20 684 habitants)
- 2 sièges à pourvoir au conseil communautaire (Métropole européenne de Lille)

| Tête de liste | Tête de liste | Parti(s) | Nuance | Premier tour | Premier tour | Second tour | Second tour | Sièges | Sièges |
| Tête de liste | Tête de liste | Parti(s) | Nuance | Voix         | %            | Voix        | %           | CM     | CC     |
| ------------- | ------------- | -------- | ------ | ------------ | ------------ | ----------- | ----------- | ------ | ------ |

### Haubourdin
- Maire sortant : Pierre Béharelle (DVD)
- 33 sièges à pourvoir au conseil municipal (population légale 2022 : 14 922 habitants)
- 2 sièges à pourvoir au conseil communautaire (Métropole européenne de Lille)

| Tête de liste | Tête de liste | Parti(s) | Nuance | Premier tour | Premier tour | Second tour | Second tour | Sièges | Sièges |
| Tête de liste | Tête de liste | Parti(s) | Nuance | Voix         | %            | Voix        | %           | CM     | CC     |
| ------------- | ------------- | -------- | ------ | ------------ | ------------ | ----------- | ----------- | ------ | ------ |

### Hautmont
- Maire sortant : Stéphane Wilmotte (UDI)
- 33 sièges à pourvoir au conseil municipal (population légale 2022 : 14 197 habitants)
- 8 sièges à pourvoir au conseil communautaire (CA Maubeuge Val de Sambre)

| Tête de liste | Tête de liste | Parti(s) | Nuance | Premier tour | Premier tour | Second tour | Second tour | Sièges | Sièges |
| Tête de liste | Tête de liste | Parti(s) | Nuance | Voix         | %            | Voix        | %           | CM     | CC     |
| ------------- | ------------- | -------- | ------ | ------------ | ------------ | ----------- | ----------- | ------ | ------ |

### Hazebrouck
- Maire sortant : Valentin Belleval (HOR)
- 35 sièges à pourvoir au conseil municipal (population légale 2022 : 21 785 habitants)
- 17 sièges à pourvoir au conseil communautaire (CA Cœur de Flandre)

| Tête de liste | Tête de liste | Parti(s) | Nuance | Premier tour | Premier tour | Second tour | Second tour | Sièges | Sièges |
| Tête de liste | Tête de liste | Parti(s) | Nuance | Voix         | %            | Voix        | %           | CM     | CC     |
| ------------- | ------------- | -------- | ------ | ------------ | ------------ | ----------- | ----------- | ------ | ------ |

### Hem
- Maire sortant : Francis Vercamer (UDI)
- 33 sièges à pourvoir au conseil municipal (population légale 2022 : 18 579 habitants)
- 2 sièges à pourvoir au conseil communautaire (Métropole européenne de Lille)

| Tête de liste | Tête de liste | Parti(s) | Nuance | Premier tour | Premier tour | Second tour | Second tour | Sièges | Sièges |
| Tête de liste | Tête de liste | Parti(s) | Nuance | Voix         | %            | Voix        | %           | CM     | CC     |
| ------------- | ------------- | -------- | ------ | ------------ | ------------ | ----------- | ----------- | ------ | ------ |

### Jeumont
- Maire sortant : Pascal Ori (DVG)
- 33 sièges à pourvoir au conseil municipal (population légale 2022 : 10 273 habitants)
- 5 sièges à pourvoir au conseil communautaire (CA Maubeuge Val de Sambre)

| Tête de liste | Tête de liste | Parti(s) | Nuance | Premier tour | Premier tour | Second tour | Second tour | Sièges | Sièges |
| Tête de liste | Tête de liste | Parti(s) | Nuance | Voix         | %            | Voix        | %           | CM     | CC     |
| ------------- | ------------- | -------- | ------ | ------------ | ------------ | ----------- | ----------- | ------ | ------ |

### Lambersart
- Maire sortant : Nicolas Bouche (SE)
- 35 sièges à pourvoir au conseil municipal (population légale 2022 : 27 105 habitants)
- 3 sièges à pourvoir au conseil communautaire (Métropole européenne de Lille)

| Tête de liste | Tête de liste | Parti(s) | Nuance | Premier tour | Premier tour | Second tour | Second tour | Sièges | Sièges |
| Tête de liste | Tête de liste | Parti(s) | Nuance | Voix         | %            | Voix        | %           | CM     | CC     |
| ------------- | ------------- | -------- | ------ | ------------ | ------------ | ----------- | ----------- | ------ | ------ |

### Lille
- Maire sortant : Arnaud Deslandes (PS)
- 61 sièges à pourvoir au conseil municipal (population légale 2022 : 238 695 habitants)
- 33 sièges à pourvoir au conseil communautaire (Métropole européenne de Lille)

| Tête de liste            | Tête de liste              | Parti(s) | Nuance | Premier tour | Premier tour | Second tour | Second tour | Sièges | Sièges |
| Tête de liste            | Tête de liste              | Parti(s) | Nuance | Voix         | %            | Voix        | %           | CM     | CC     |
| ------------------------ | -------------------------- | -------- | ------ | ------------ | ------------ | ----------- | ----------- | ------ | ------ |
|                          | Faustine Balmelle-Delauzun | G·s      |        |              |              |             |             |        |        |
|                          | Stéphane Baly              | LÉ       |        |              |              |             |             |        |        |
|                          | Violette Spillebout,       | RE       |        |              |              |             |             |        |        |
|                          | Louis Delemer              | LR       |        |              |              |             |             |        |        |
|                          |                            |          |        |              |              |             |             |        |        |
| Exprimés                 |                            |          |        |              |              |             |             |        |        |
| Votes blancs             |                            |          |        |              |              |             |             |        |        |
| Votes nuls               |                            |          |        |              |              |             |             |        |        |
| Total                    | Total                      | Total    | Total  |              | 100          |             | 100         | 61     | 33     |
| Absentions               |                            |          |        |              |              |             |             |        |        |
| Inscrits / participation |                            |          |        |              |              |             |             |        |        |

### Loos
- Maire sortante : Anne Voituriez (DVC)
- 35 sièges à pourvoir au conseil municipal (population légale 2022 : 22 948 habitants)
- 3 sièges à pourvoir au conseil communautaire (Métropole européenne de Lille)

| Tête de liste | Tête de liste | Parti(s) | Nuance | Premier tour | Premier tour | Second tour | Second tour | Sièges | Sièges |
| Tête de liste | Tête de liste | Parti(s) | Nuance | Voix         | %            | Voix        | %           | CM     | CC     |
| ------------- | ------------- | -------- | ------ | ------------ | ------------ | ----------- | ----------- | ------ | ------ |

### Lys-lez-Lannoy
- Maire sortant : Charles-Alexandre Prokopowicz (DVD)
- 33 sièges à pourvoir au conseil municipal (population légale 2022 : 13 987 habitants)
- 1 siège à pourvoir au conseil communautaire (Métropole européenne de Lille)

| Tête de liste | Tête de liste | Parti(s) | Nuance | Premier tour | Premier tour | Second tour | Second tour | Sièges | Sièges |
| Tête de liste | Tête de liste | Parti(s) | Nuance | Voix         | %            | Voix        | %           | CM     | CC     |
| ------------- | ------------- | -------- | ------ | ------------ | ------------ | ----------- | ----------- | ------ | ------ |

### La Madeleine
- Maire sortant : Sébastien Leprêtre (LR)
- 35 sièges à pourvoir au conseil municipal (population légale 2022 : 22 161 habitants)
- 3 sièges à pourvoir au conseil communautaire (Métropole européenne de Lille)

| Tête de liste | Tête de liste | Parti(s) | Nuance | Premier tour | Premier tour | Second tour | Second tour | Sièges | Sièges |
| Tête de liste | Tête de liste | Parti(s) | Nuance | Voix         | %            | Voix        | %           | CM     | CC     |
| ------------- | ------------- | -------- | ------ | ------------ | ------------ | ----------- | ----------- | ------ | ------ |

### Marcq-en-Barœul
- Maire sortant : Bernard Gérard (LR)
- 39 sièges à pourvoir au conseil municipal (population légale 2022 : 39 943 habitants)
- 5 sièges à pourvoir au conseil communautaire (Métropole européenne de Lille)

| Tête de liste | Tête de liste | Parti(s) | Nuance | Premier tour | Premier tour | Second tour | Second tour | Sièges | Sièges |
| Tête de liste | Tête de liste | Parti(s) | Nuance | Voix         | %            | Voix        | %           | CM     | CC     |
| ------------- | ------------- | -------- | ------ | ------------ | ------------ | ----------- | ----------- | ------ | ------ |

### Marly
- Maire sortant : Jean-Noël Verfaillie (PRV)
- 33 sièges à pourvoir au conseil municipal (population légale 2022 : 11 980 habitants)
- 5 sièges à pourvoir au conseil communautaire (CA Valenciennes Métropole)

| Tête de liste | Tête de liste | Parti(s) | Nuance | Premier tour | Premier tour | Second tour | Second tour | Sièges | Sièges |
| Tête de liste | Tête de liste | Parti(s) | Nuance | Voix         | %            | Voix        | %           | CM     | CC     |
| ------------- | ------------- | -------- | ------ | ------------ | ------------ | ----------- | ----------- | ------ | ------ |

### Marquette-lez-Lille
- Maire sortant : Dominique Legrand (DVD)
- 33 sièges à pourvoir au conseil municipal (population légale 2022 : 11 709 habitants)
- 1 siège à pourvoir au conseil communautaire (Métropole européenne de Lille)

| Tête de liste | Tête de liste | Parti(s) | Nuance | Premier tour | Premier tour | Second tour | Second tour | Sièges | Sièges |
| Tête de liste | Tête de liste | Parti(s) | Nuance | Voix         | %            | Voix        | %           | CM     | CC     |
| ------------- | ------------- | -------- | ------ | ------------ | ------------ | ----------- | ----------- | ------ | ------ |

### Maubeuge
- Maire sortant : Arnaud Decagny (UDI)
- 35 sièges à pourvoir au conseil municipal (population légale 2022 : 28 879 habitants)
- 17 sièges à pourvoir au conseil communautaire (CA Maubeuge Val de Sambre)

| Tête de liste | Tête de liste | Parti(s) | Nuance | Premier tour | Premier tour | Second tour | Second tour | Sièges | Sièges |
| Tête de liste | Tête de liste | Parti(s) | Nuance | Voix         | %            | Voix        | %           | CM     | CC     |
| ------------- | ------------- | -------- | ------ | ------------ | ------------ | ----------- | ----------- | ------ | ------ |

### Mons-en-Barœul
- Maire sortant : Rudy Elegeest (DVG)
- 35 sièges à pourvoir au conseil municipal (population légale 2022 : 21 368 habitants)
- 3 sièges à pourvoir au conseil communautaire (Métropole européenne de Lille)

| Tête de liste | Tête de liste | Parti(s) | Nuance | Premier tour | Premier tour | Second tour | Second tour | Sièges | Sièges |
| Tête de liste | Tête de liste | Parti(s) | Nuance | Voix         | %            | Voix        | %           | CM     | CC     |
| ------------- | ------------- | -------- | ------ | ------------ | ------------ | ----------- | ----------- | ------ | ------ |

### Mouvaux
- Maire sortant : Éric Durand (LR)
- 35 sièges à pourvoir au conseil municipal (population légale 2022 : 13 239 habitants)
- 1 siège à pourvoir au conseil communautaire (Métropole européenne de Lille)

| Tête de liste | Tête de liste | Parti(s) | Nuance | Premier tour | Premier tour | Second tour | Second tour | Sièges | Sièges |
| Tête de liste | Tête de liste | Parti(s) | Nuance | Voix         | %            | Voix        | %           | CM     | CC     |
| ------------- | ------------- | -------- | ------ | ------------ | ------------ | ----------- | ----------- | ------ | ------ |

### Neuville-en-Ferrain
- Maire sortante : Marie Tonnerre-Desmet (LR)
- 33 sièges à pourvoir au conseil municipal (population légale 2022 : 10 125 habitants)
- 1 siège à pourvoir au conseil communautaire (Métropole européenne de Lille)

| Tête de liste | Tête de liste | Parti(s) | Nuance | Premier tour | Premier tour | Second tour | Second tour | Sièges | Sièges |
| Tête de liste | Tête de liste | Parti(s) | Nuance | Voix         | %            | Voix        | %           | CM     | CC     |
| ------------- | ------------- | -------- | ------ | ------------ | ------------ | ----------- | ----------- | ------ | ------ |

### Raismes
- Maire sortant : Aymeric Robin (PCF)
- 33 sièges à pourvoir au conseil municipal (population légale 2022 : 12 140 habitants)
- 7 sièges à pourvoir au conseil communautaire (CA de la Porte du Hainaut)

| Tête de liste | Tête de liste | Parti(s) | Nuance | Premier tour | Premier tour | Second tour | Second tour | Sièges | Sièges |
| Tête de liste | Tête de liste | Parti(s) | Nuance | Voix         | %            | Voix        | %           | CM     | CC     |
| ------------- | ------------- | -------- | ------ | ------------ | ------------ | ----------- | ----------- | ------ | ------ |

### Ronchin
- Maire sortant : Jean-Michel Lemoisne (DVG)
- 33 sièges à pourvoir au conseil municipal (population légale 2022 : 19 436 habitants)
- 2 sièges à pourvoir au conseil communautaire (Métropole européenne de Lille)

| Tête de liste | Tête de liste | Parti(s) | Nuance | Premier tour | Premier tour | Second tour | Second tour | Sièges | Sièges |
| Tête de liste | Tête de liste | Parti(s) | Nuance | Voix         | %            | Voix        | %           | CM     | CC     |
| ------------- | ------------- | -------- | ------ | ------------ | ------------ | ----------- | ----------- | ------ | ------ |

### Roncq
- Maire sortant : Rodrigue Desmet (LR)
- 33 sièges à pourvoir au conseil municipal (population légale 2022 : 13 873 habitants)
- 1 siège à pourvoir au conseil communautaire (Métropole européenne de Lille)

| Tête de liste | Tête de liste | Parti(s) | Nuance | Premier tour | Premier tour | Second tour | Second tour | Sièges | Sièges |
| Tête de liste | Tête de liste | Parti(s) | Nuance | Voix         | %            | Voix        | %           | CM     | CC     |
| ------------- | ------------- | -------- | ------ | ------------ | ------------ | ----------- | ----------- | ------ | ------ |

### Roubaix
- Maire sortant : Guillaume Delbar (DVD)
- 53 sièges à pourvoir au conseil municipal (population légale 2022 : 99 507 habitants)
- 13 sièges à pourvoir au conseil communautaire (Métropole européenne de Lille)

| Tête de liste            | Tête de liste  | Parti(s) | Nuance | Premier tour | Premier tour | Second tour | Second tour | Sièges | Sièges |
| Tête de liste            | Tête de liste  | Parti(s) | Nuance | Voix         | %            | Voix        | %           | CM     | CC     |
| ------------------------ | -------------- | -------- | ------ | ------------ | ------------ | ----------- | ----------- | ------ | ------ |
|                          | David Guiraud, | LFI      |        |              |              |             |             |        |        |
|                          | Mehdi Chalah,  | PS       |        |              |              |             |             |        |        |
|                          |                |          |        |              |              |             |             |        |        |
| Exprimés                 |                |          |        |              |              |             |             |        |        |
| Votes blancs             |                |          |        |              |              |             |             |        |        |
| Votes nuls               |                |          |        |              |              |             |             |        |        |
| Total                    | Total          | Total    | Total  |              | 100          |             | 100         | 53     | 13     |
| Absentions               |                |          |        |              |              |             |             |        |        |
| Inscrits / participation |                |          |        |              |              |             |             |        |        |

### Saint-Amand-les-Eaux
- Maire sortant : Fabien Roussel (PCF)
- 33 sièges à pourvoir au conseil municipal (population légale 2022 : 16 042 habitants)
- 9 sièges à pourvoir au conseil communautaire (CA de la Porte du Hainaut)

| Tête de liste | Tête de liste | Parti(s) | Nuance | Premier tour | Premier tour | Second tour | Second tour | Sièges | Sièges |
| Tête de liste | Tête de liste | Parti(s) | Nuance | Voix         | %            | Voix        | %           | CM     | CC     |
| ------------- | ------------- | -------- | ------ | ------------ | ------------ | ----------- | ----------- | ------ | ------ |

### Saint-André-lez-Lille
- Maire sortante : Élisabeth Masse (UDI)
- 33 sièges à pourvoir au conseil municipal (population légale 2022 : 12 909 habitants)
- 1 siège à pourvoir au conseil communautaire (Métropole européenne de Lille)

| Tête de liste | Tête de liste | Parti(s) | Nuance | Premier tour | Premier tour | Second tour | Second tour | Sièges | Sièges |
| Tête de liste | Tête de liste | Parti(s) | Nuance | Voix         | %            | Voix        | %           | CM     | CC     |
| ------------- | ------------- | -------- | ------ | ------------ | ------------ | ----------- | ----------- | ------ | ------ |

### Saint-Saulve
- Maire sortant : Yves Dusart (DVD)
- 33 sièges à pourvoir au conseil municipal (population légale 2022 : 11 121 habitants)
- 5 sièges à pourvoir au conseil communautaire (CA Valenciennes Métropole)

| Tête de liste | Tête de liste | Parti(s) | Nuance | Premier tour | Premier tour | Second tour | Second tour | Sièges | Sièges |
| Tête de liste | Tête de liste | Parti(s) | Nuance | Voix         | %            | Voix        | %           | CM     | CC     |
| ------------- | ------------- | -------- | ------ | ------------ | ------------ | ----------- | ----------- | ------ | ------ |

### Seclin
- Maire sortant : François-Xavier Cadart (DVD)
- 33 sièges à pourvoir au conseil municipal (population légale 2022 : 13 011 habitants)
- 1 siège à pourvoir au conseil communautaire (Métropole européenne de Lille)

| Tête de liste | Tête de liste | Parti(s) | Nuance | Premier tour | Premier tour | Second tour | Second tour | Sièges | Sièges |
| Tête de liste | Tête de liste | Parti(s) | Nuance | Voix         | %            | Voix        | %           | CM     | CC     |
| ------------- | ------------- | -------- | ------ | ------------ | ------------ | ----------- | ----------- | ------ | ------ |

### Sin-le-Noble
- Maire sortant : Christophe Dumont (SE)
- 33 sièges à pourvoir au conseil municipal (population légale 2022 : 15 916 habitants)
- 7 sièges à pourvoir au conseil communautaire (Douaisis Agglo)

| Tête de liste | Tête de liste | Parti(s) | Nuance | Premier tour | Premier tour | Second tour | Second tour | Sièges | Sièges |
| Tête de liste | Tête de liste | Parti(s) | Nuance | Voix         | %            | Voix        | %           | CM     | CC     |
| ------------- | ------------- | -------- | ------ | ------------ | ------------ | ----------- | ----------- | ------ | ------ |

### Somain
- Maire sortant : Julien Quennesson (PCF)
- 33 sièges à pourvoir au conseil municipal (population légale 2022 : 11 902 habitants)
- 9 sièges à pourvoir au conseil communautaire (CA Cœur d'Ostrevent)

| Tête de liste | Tête de liste | Parti(s) | Nuance | Premier tour | Premier tour | Second tour | Second tour | Sièges | Sièges |
| Tête de liste | Tête de liste | Parti(s) | Nuance | Voix         | %            | Voix        | %           | CM     | CC     |
| ------------- | ------------- | -------- | ------ | ------------ | ------------ | ----------- | ----------- | ------ | ------ |

### Tourcoing
- Maire sortante : Doriane Bécue (DVD)
- 53 sièges à pourvoir au conseil municipal (population légale 2022 : 99 160 habitants)
- 14 sièges à pourvoir au conseil communautaire (Métropole européenne de Lille)

| Tête de liste | Tête de liste | Parti(s) | Nuance | Premier tour | Premier tour | Second tour | Second tour | Sièges | Sièges |
| Tête de liste | Tête de liste | Parti(s) | Nuance | Voix         | %            | Voix        | %           | CM     | CC     |
| ------------- | ------------- | -------- | ------ | ------------ | ------------ | ----------- | ----------- | ------ | ------ |

### Valenciennes
- Maire sortant : Laurent Degallaix (HOR)
- 43 sièges à pourvoir au conseil municipal (population légale 2022 : 42 979 habitants)
- 17 sièges à pourvoir au conseil communautaire (CA Valenciennes Métropole)

| Tête de liste | Tête de liste | Parti(s) | Nuance | Premier tour | Premier tour | Second tour | Second tour | Sièges | Sièges |
| Tête de liste | Tête de liste | Parti(s) | Nuance | Voix         | %            | Voix        | %           | CM     | CC     |
| ------------- | ------------- | -------- | ------ | ------------ | ------------ | ----------- | ----------- | ------ | ------ |

### Vieux-Condé
- Maire sortant : David Bustin (DVG)
- 33 sièges à pourvoir au conseil municipal (population légale 2022 : 10 455 habitants)
- 4 sièges à pourvoir au conseil communautaire (CA Valenciennes Métropole)

| Tête de liste | Tête de liste | Parti(s) | Nuance | Premier tour | Premier tour | Second tour | Second tour | Sièges | Sièges |
| Tête de liste | Tête de liste | Parti(s) | Nuance | Voix         | %            | Voix        | %           | CM     | CC     |
| ------------- | ------------- | -------- | ------ | ------------ | ------------ | ----------- | ----------- | ------ | ------ |

### Villeneuve-d'Ascq
- Maire sortant : Gérard Caudron (DVG)
- 49 sièges à pourvoir au conseil municipal (population légale 2022 : 62 342 habitants)
- 9 sièges à pourvoir au conseil communautaire (Métropole européenne de Lille)

| Tête de liste | Tête de liste | Parti(s) | Nuance | Premier tour | Premier tour | Second tour | Second tour | Sièges | Sièges |
| Tête de liste | Tête de liste | Parti(s) | Nuance | Voix         | %            | Voix        | %           | CM     | CC     |
| ------------- | ------------- | -------- | ------ | ------------ | ------------ | ----------- | ----------- | ------ | ------ |

### Wambrechies
- Maire sortant : Sébastien Brogniart (DVD)
- 33 sièges à pourvoir au conseil municipal (population légale 2022 : 10 984 habitants)
- 1 siège à pourvoir au conseil communautaire (Métropole européenne de Lille)

| Tête de liste | Tête de liste | Parti(s) | Nuance | Premier tour | Premier tour | Second tour | Second tour | Sièges | Sièges |
| Tête de liste | Tête de liste | Parti(s) | Nuance | Voix         | %            | Voix        | %           | CM     | CC     |
| ------------- | ------------- | -------- | ------ | ------------ | ------------ | ----------- | ----------- | ------ | ------ |

### Wasquehal
- Maire sortante : Stéphanie Ducret (DVD)
- 35 sièges à pourvoir au conseil municipal (population légale 2022 : 20 674 habitants)
- 3 sièges à pourvoir au conseil communautaire (Métropole européenne de Lille)

| Tête de liste | Tête de liste | Parti(s) | Nuance | Premier tour | Premier tour | Second tour | Second tour | Sièges | Sièges |
| Tête de liste | Tête de liste | Parti(s) | Nuance | Voix         | %            | Voix        | %           | CM     | CC     |
| ------------- | ------------- | -------- | ------ | ------------ | ------------ | ----------- | ----------- | ------ | ------ |

### Wattignies
- Maire sortant : Frédéric Faucomprez (DVD)
- 33 sièges à pourvoir au conseil municipal (population légale 2022 : 15 756 habitants)
- 2 sièges à pourvoir au conseil communautaire (Métropole européenne de Lille)

| Tête de liste | Tête de liste | Parti(s) | Nuance | Premier tour | Premier tour | Second tour | Second tour | Sièges | Sièges |
| Tête de liste | Tête de liste | Parti(s) | Nuance | Voix         | %            | Voix        | %           | CM     | CC     |
| ------------- | ------------- | -------- | ------ | ------------ | ------------ | ----------- | ----------- | ------ | ------ |

### Wattrelos
- Maire sortant : Dominique Baert (DVG)
- 43 sièges à pourvoir au conseil municipal (population légale 2022 : 40 881 habitants)
- 5 sièges à pourvoir au conseil communautaire (Métropole européenne de Lille)

| Tête de liste | Tête de liste | Parti(s) | Nuance | Premier tour | Premier tour | Second tour | Second tour | Sièges | Sièges |
| Tête de liste | Tête de liste | Parti(s) | Nuance | Voix         | %            | Voix        | %           | CM     | CC     |
| ------------- | ------------- | -------- | ------ | ------------ | ------------ | ----------- | ----------- | ------ | ------ |